# Esclerênquima

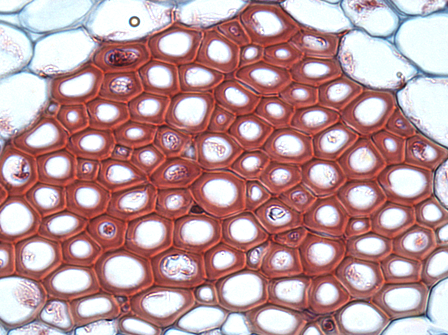
Seção transversal de fibras de esclerênquima.

Esclerênquima é um tecido vegetal de revestimento composto por células com paredes secundárias espessas e lignificadas.

## Características gerais
Sendo composto majoritariamente por células mortas na maturidade, o esclerênquima é um tecido de sustentação dos vegetais composto por diversos tipos celulares. Apresenta parede celular espessa e uniformemente lignificada, de modo que a parede destas células, que estão mortas, permaneça no vegetal. O esclerênquima pode ser encontrado em órgãos vegetais mais velhos (que já cessaram seu crescimento), e podem ocorrer como células, cordões isolados ou podem formar anéis.
Como dito anteriormente, a maioria das células do esclerênquima são mortas na maturidade, restando apenas sua parede primária (mais externa e delgada), a espessa parede secundária, geralmente lignificada, e um pequeno lúmen (espaço antes ocupado pelo citoplasma). A lignificação impermeabiliza as paredes celulares impedindo as trocas metabólicas.
Os tipos celulares que compõem o esclerênquima são as fibras, associadas ao xilema, e as esclereídes (ou esclereídeos), dispersos entre os tecidos parenquimáticos ou constituindo verdadeiras carapaças, como quando formam o envoltório de sementes.
O esclerênquima tem função de sustentação de órgãos vegetais que já cessaram seu alongamento e resistência e proteção de sementes e frutos. Tem origem no meristema fundamental.

## Tipos celulares
O esclerênquima é classificado e composto pelos seguintes tipos celulares:
- Fibras

As fibras são células longas e delgadas, muitas vezes mais longa do que larga. Apresentam paredes secundárias mais ou menos espessas. Podem ser consideradas como xilemáticas e extra xilemáticas. As primeiras são também chamadas fibras lenhosas. As segundas reúnem todas as que ficam por fora do lenho xilema: fibras liberianas (derivadas do caule de eudicotiledôneas, ex: fibras da juta e do linho), fibras corticais, fibras perivasculares.
As fibras funcionam como elementos de sustentação nas partes da planta que cessaram seu alongamento. O grau de lignificação varia e as pontuações são relativamente raras.
- Esclereídes

As esclereídes variam de uma forma aproximadamente isodiamétrica a outra consideravelmente alongada, sendo alguns, muito ramificados. São relativamente curtas em compração com a maioria das fibras. Geralmente tem paredes secundárias espessas, muito lignificadas e são portadoras de numerosas pontuações, geralmente simples. As esclereídes podem ocorrer isoladamente ou em grupos no tecido fundamental. Fazem parte da constituição dos envoltórios de muitas sementes, cascas das nozes e caroços das drupas, como azeitonas, pêras e cerejas.

Recebem denominações diferentes de acordo com seu formato. Exemplo: osteoesclereídes (quando assumem o aspecto de ossos, isto é, tem a forma colunar e os extremos arredondados e alargados); astroesclereídes (estrelados); braquiesclereídes (isodiamétricos); macroesclereídes (mais altos que largos) e tricoesclereídes (longos com as extremidades ramificadas).